# Cold Snap
Cold Snap es el séptimo episodio del volumen 4 fugitivos y el vigésimo episodio de la tercera temporada de Héroes. Conocido como "Aliento Mortal" en España, mientras que en América Latina se conoce como "Golpe Frío". El episodio contó con un índice de audiencia de 6.320.000 espectadores [1][cita requerida] .

## Trama
Noah Bennet comienza a perder el conocimiento y entonces decide verse con Angela, quien le sugiere que gane la confianza de Danko para entregarle a los rebeldes quines se habían escapado despiden.
Mientras tanto, Danko empieza a ver cosas extrañas en su apartamento, desde un conejito disecado (en el capítulo anterior) hasta a Eric Doyle colgando irónicamente como un títere y con una tarjeta de regalo. Más tarde, Danko lleva a Mohinder Suresh a una habitación donde yace la nueva forma de contención de gente con habilidades. Mohinder, precipitado, descubre a Daphne agonizando; cuando le sugiere a Danko dejarle que le ayude, Mohinder es sedado y Danko ordena una camilla para Tracy Strauss.
Ángela Petrelli, quien continúa en el tráfico, tiene un sueño en el que es capturada por los hombres de Danko, sueño que prácticamente la ayuda a escapar. Eventualmente, Ángela, llega con su amiga Millie a un restaurante, buscando dinero, refugio y una vía de escape. Pero Millie, algo desanimada por el comportamiento de Ángela, se niega y Ángela decide continuar su camino. Sin embargo, Millie se compadece de ella y le entrega una buena cantidad de dinero. Ángela le agradece, roba su sombrilla y se marcha. En las calles de Nueva York, Ángela camina rápidamente hasta que se encuentra con más agentes que la obligan a escapar en un elevador, pero los agentes preparados alteran el panel de control, arrastrando a Ángela hacia ellos. Sin embargo, cuando las puertas del elevador se abren, los agentes se sorprenden al ver a Peter con ella, quien escapa con Ángela volando. Más tarde, Peter le pregunta a Ángela qué deben hacer ahora, mientras se revela que están ocultos en la cabeza de la Estatua de la Libertad. 
Hiro y Ando comienzan a confundirse por la extraña situación de vérselas con un bebé llamado Matt Parkman. Hiro, por una parte, piensa que Matt ha sido convertido en un bebé por un accidente de teletransportación, justo como sucedió en el programa de Star Trek: Next Generation, mientras que Ando opina que tal vez se trate del hijo de Matt Parkman. Ambos se enteran de que el bebé Matt tiene un poder y, a partir de ese momento, Hiro lo llama "el niño que toca y enciende" debido a la función que desempeña su poder. 
De repente, Janice Parkman llega a su hogar y los encuentra con el bebé. Matt descubre rápidamente que ellos no son del servicio de niñeras. Hiro y Ando comienzan a explicarle a Janice que su bebé está en peligro, mencionando entre la conversación a Matt, pero Janice se niega a creerlo convencida de que Matt es un terrorista. Agentes del Gobierno tratan de llevarse al pequeño Matt, mientras Ando emplea su poder para detener a los agentes, pero es Hiro quien logra salvarlos cuando sus poderes regresan a él debido al poder de Matt Jr.  
En el edificio 26, Noah le sugiere a Danko capturar a Rebelde usando a Tracy Strauss como cebo, debido al interés del extraño mercenario. Pero Danko se niega, mientras Rebelde irrumpe en el edificio 26, otorgándole a Tracy la oportunidad de escapar junto a Matt, Mohinder y Daphne. Danko, furioso por las recientes fugas, acepta el trato de Noah con la condición de que Rebelde y Tracy sean ejecutados. 
Noah entonces establece contacto con Tracy, logrando así persuadirla de guiarlo hasta Rebelde. De tal manera que Tracy consigue su cometido cuando es orientada hacia una estación de trenes, ignorando que se trata de su propio sobrino: Micah Sanders.
Tracy, desconcertada por la identidad de su héroe, le advierte a Micah sobre la trampa y ambos huyen por el estacionamiento. Son rápidamente emboscados por los agentes, y, entonces, Tracy le ordena a Micah activar los aspersores y huir. Tracy libera en el estacionamiento empapado una “Ola de frío” que congela todo a su alrededor, incluyéndola. Danko se encarga de reducirla a un millón de piezas de hielo, mientras los trozos del rostro congelado de Tracy muestran un guiño y una lágrima.    
Matt y Mohinder se las arreglan para internar discretamente a Daphne en el hospital. Matt, usando sus poderes telepáticos, convence a los doctores de que Daphne es Gwen Stefani, logrando conseguirle un servicio de primera. Cuando Daphne descubre sobre la existencia de Janice, se molesta con Matt y se despide de él. Sin embargo, Matt alcanza a Daphne en París, en donde le revela que puede volar y ambos vuelan alrededor de la Torre Eiffel. 
Daphne se da cuenta de que todo su entorno es una alucinación mental creada por Matt, quien intenta darle un final de cuento. Daphne le ruega entonces, una última ilusión antes de agonizar y morir en el hospital. 
Mohinder consuela a Matt, quien llora la muerte de Daphne, uno de los momentos más tristes y conmovedores de la temporada.

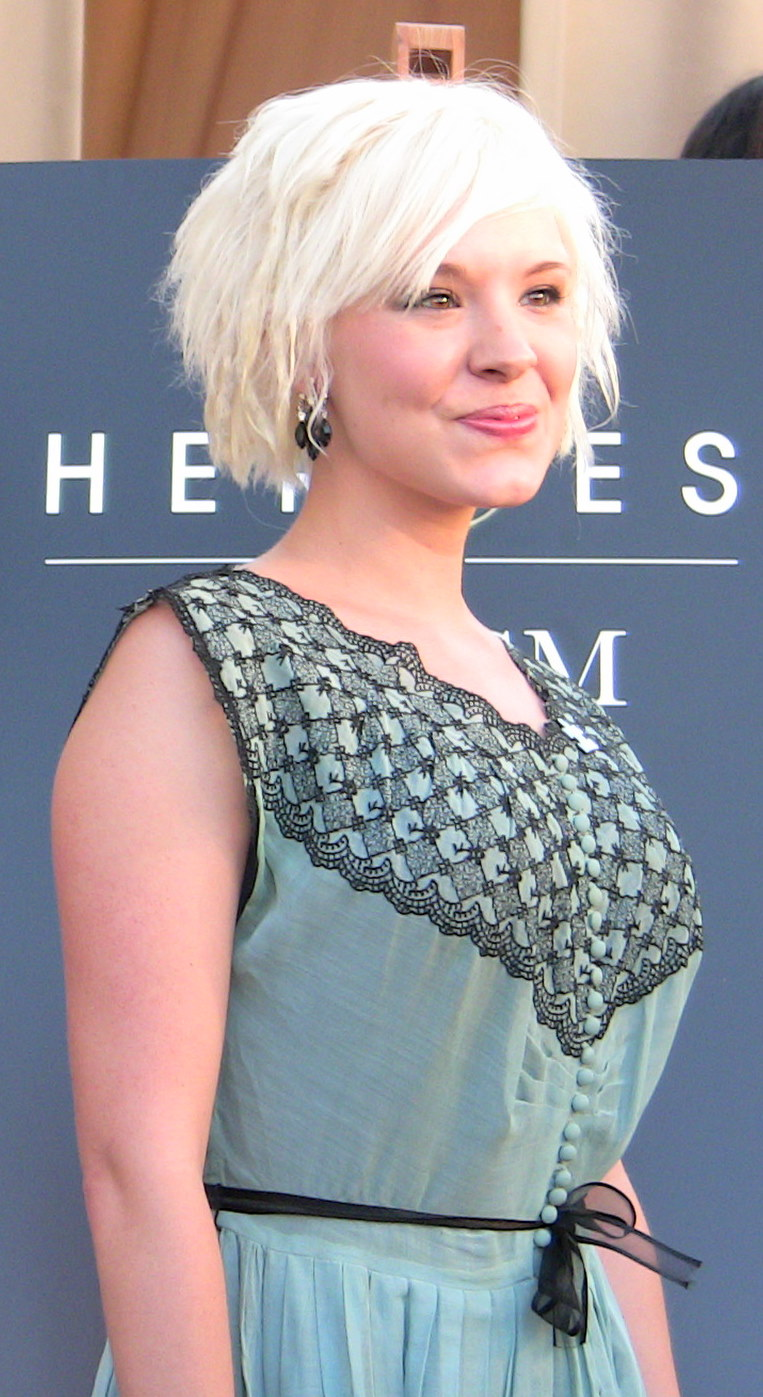
Reparto:Brea Grant: Cold Snap. 2009